# 小千谷市消防本部・消防署

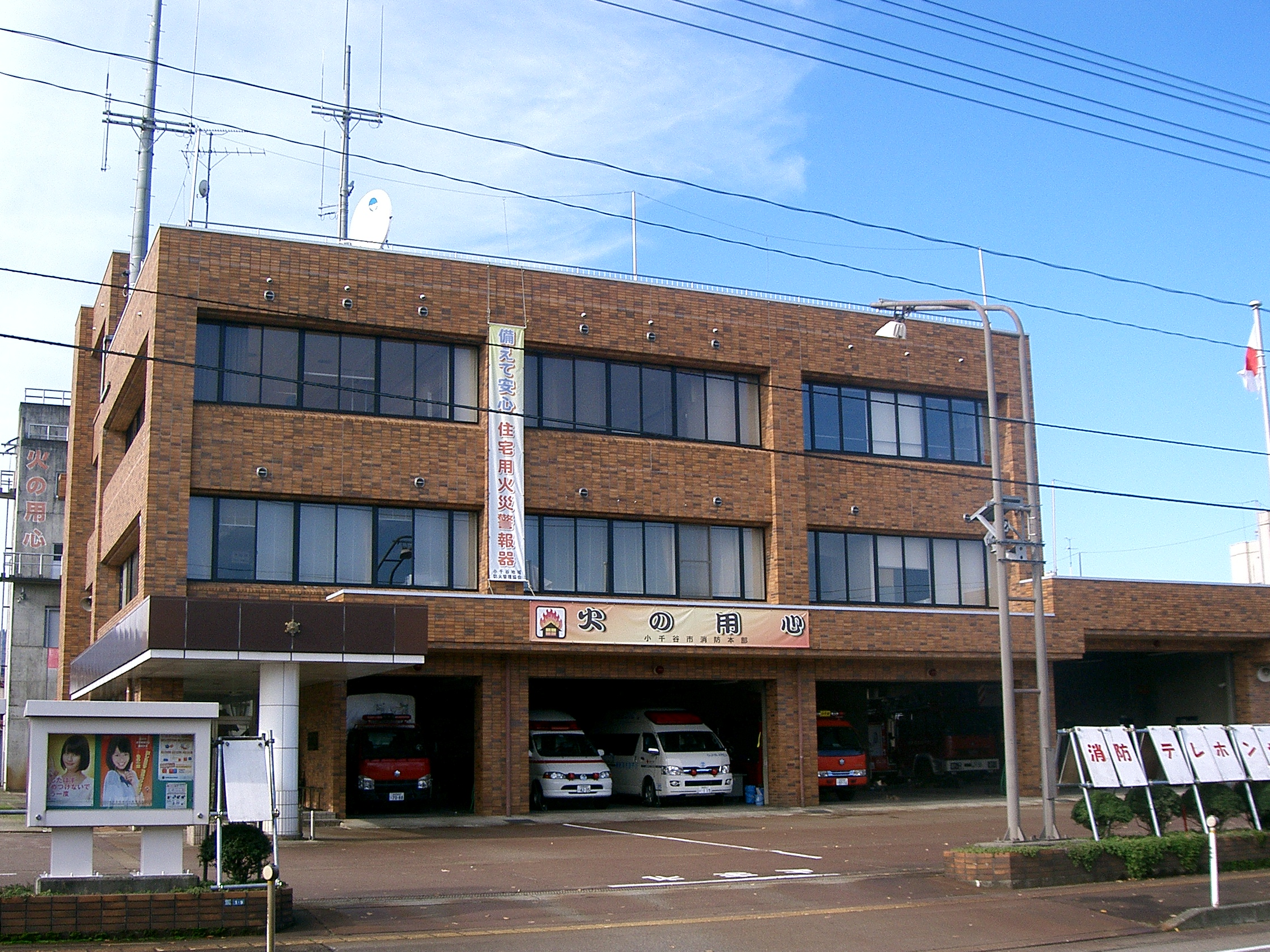
小千谷市消防署

小千谷市消防本部･消防署（おぢやししょうぼうしょ）は、新潟県小千谷市にある消防本部および消防署。

## 所在地
新潟県小千谷市城内三丁目1番地9号
併設施設
- 小千谷市消防団本部

## 改革
- 1959年8月、発足
- 2005年4月、山古志村の長岡市編入合併に伴い、山古志出張所は長岡市消防本部に移管。
- 2010年3月30日、川口町の長岡市編入合併に伴い、小千谷地域広域事務組合解散。川口出張所は長岡市から委託。

## 管轄区域
小千谷市全域
長岡市川口地区
以前、現長岡市の山古志村も管轄区域だったが、山古志村は2005年、長岡市消防本部の管轄になった。また、川口町合併以前は小千谷地域消防本部・消防署だったが、川口町の合併によって小千谷地域広域事務組合の解散に伴い小千谷市消防本部･消防署となっている。なお、長岡市川口地区の消防業務は、小千谷市へ委託というかたちになっている。